# René Peri Fagerström
René Peri Fagerström (Santiago, 21 de diciembre de 1926-26 de septiembre de 1996) fue un escritor, policía y político chileno. Se desempeñó como ministro de Tierras y Colonización, y luego con su nueva denominación; ministro de Bienes Nacionales durante la dictadura militar del general Augusto Pinochet, desde 1979 hasta 1987. Paralelamente con ostentar el rango de general inspector de Carabineros de Chile, fue además un destacado escritor, habiendo recibido numerosos premios por su obra literaria.

## Biografía

### Formación
Su etapa escolar se desarrolló en el Liceo Juan Bosco, pasando posteriormente al Colegio San Pedro Nolasco, para finalizar la enseñanza secundaria en el Liceo Federico Hansen. Ingresa a la Escuela de Carabineros el año 1946 como aspirante a oficial. En 1961 participó en Estados Unidos de un programa de observación de centros de entrenamiento para oficiales de policía civil y militar. En 1963 se tituló de administración pública en la Universidad de Chile. En 1965 egresó del Instituto Superior de Carabineros y en 1975 participó de un curso de seguridad nacional en la Academia de Seguridad Nacional.[cita requerida]

### Actividad profesional
Fue académico de derecho comercial en diversos establecimientos fiscales de Antofagasta, Copiapó, La Serena, Valparaíso, San Bernardo y Punta Arenas y también profesor de formación de Carabineros. En la institución, fue jefe de la I Zona de Inspección de Carabineros en Antofagasta y jefe del Consejo Asesor Superior entre 1978 y 1979. En 1979 asumió como ministro de Tierras y Colonización, cargo que cambió de nombre en 1980 a ministro de Bienes Nacionales, y que ocupó hasta 1987.
Fue colegiado como periodista en el Consejo Regional Valparaíso del Colegio de Periodistas de Chile. Como periodista colaboró con El Mercurio de Antofagasta, La Prensa Austral de Punta Arenas, El Día de La Serena, La Estrella de Valparaíso, La Tercera y Las Últimas Noticias.
Además ejerció como vicepresidente del Club de Deportes La Serena.

### Actividad literaria
Como escritor, estuvo afiliado a diversos círculos y asociaciones literarias del país. Miembro de honor vitalicio del Instituto de Literatura Nortina, miembro del Instituto Histórico de Chile y miembro de la Sociedad de Escritores de Chile. Fue postulado en 1976 como candidato al Premio Nacional Literatura. Su obra muestra un Chile mirado a través de su quehacer como oficial de Carabineros aportando con sus escritos detalles de la historia nacional y enriqueciendo la historia de la policía del país. Dentro de su obra se encuentran cuentos, novelas de ficción e históricas además de poemas y ensayos.
Algunos de sus escritos son Mundo aparte (1960), Ronda rondando (1962), Caranchos (1964), Orilla adentro (1970), Los dioses difuntos (1970), Cuentos de niños y pájaros (1979). Es autor también de la novela Dos mujeres (1975) y del libro de poemas Turnos (1971). Ensayos como Los Batallones Bulnes y Valparaíso (1980) y Apuntes y transcripciones para una historia de la función policial en Chile: 1830-1900 (1982). Uno de sus últimos éxitos fue A la sombra del monte Fitz Roy (1994) sobre la disputa de la laguna del Desierto.

## Distinciones
- Premio Gabriela Mistral en 1962 por su libro Ronda Rondando
- Premio Jalil Gibrán por su libro Orillas adentro[8]
- Premio Regional de Literatura Carlos Mondaca Cortés en 1978 por su labor literaria[9]

## Homenajes
Existe una calle llamada René Peri Fagerström, ubicada en sector Arcos de Pinamar de La Serena, en la región de Coquimbo, Chile.